# Comandante general del Ejército del Perú

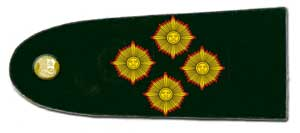
Insignia de grado de general de ejército, utilizada por el comandante general del Ejército

El comandante general del Ejército del Perú es la más alta autoridad de esta fuerza que a lo largo de la historia ha tenido varios nombres. Este cargo es seleccionado por el presidente de la República en su condición de jefe supremo de las Fuerzas Armadas, de entre los tres generales de división más antiguos en actividad por un tiempo máximo de dos años, que pueden ser prorrogados un año más en caso de emergencia. Al momento de ser elegido, es ascendido al grado de general de ejército y ejerce el Comando del Ejército. Depende del Ministerio de Defensa y es responsable de la preparación y desarrollo del Ejército.

## Lista
| Comandante general                | Inicio del periodo       | Fin del periodo          | Presidente                    |
| --------------------------------- | ------------------------ | ------------------------ | ----------------------------- |
| Manuel Morla Concha               | 1953                     | 1954                     | Manuel A. Odría               |
| Antonio Luna Ferreccio            | 1954                     | 1954                     | Manuel A. Odría               |
| Félix Huamán Izquierdo            | 1957                     | 1958                     | Manuel Prado y Ugarteche      |
| Víctor Tenorio Hurtado            | 1958                     | 1958                     | Manuel Prado y Ugarteche      |
| Alfredo Rodríguez Martínez        | 1958                     | 1960                     | Manuel Prado y Ugarteche      |
| Alejandro Cuadra Rabines          | 1960                     | 1960                     | Manuel Prado y Ugarteche      |
| Nicolás Lindley López             | 1960                     | 1962                     | Manuel Prado y Ugarteche      |
| Rodolfo Belaúnde Ramírez          | 1963                     | 1964                     | Nicolás Lindley López         |
| Rodolfo Belaúnde Ramírez          | 1963                     | 1964                     | Fernando Belaúnde Terry       |
| Rodolfo Belaúnde Ramírez          | 1963                     | 1964                     | Fernando Belaúnde Terry       |
| José del Carmen Cabrejo Mejía     | 1964                     | 1965                     |                               |
| Pablo Jhery Camino                | 1965                     | 1965                     |                               |
| Julio Doig Sánchez                | 1965                     | 1967                     |                               |
| Juan Velasco Alvarado             | 1967                     | 1968                     |                               |
| Ernesto Montagne Sánchez          | 1968                     | 1973                     | Juan Velasco Alvarado         |
| Edgardo Mercado Jarrín            | 1973                     | 1975                     | Juan Velasco Alvarado         |
| Francisco Morales Bermúdez        | 1975                     | 1975                     | Juan Velasco Alvarado         |
| Oscar Vargas Prieto               | 29 de agosto de 1975     | 31 de enero de 1976      | Francisco Morales Bermúdez    |
| Jorge Fernández-Maldonado         | 31 de enero de 1976      | 16 de junio de 1976      | Francisco Morales Bermúdez    |
| Guillermo Arbulú Galliani         | 16 de julio de 1976      | 30 de enero de 1978      | Francisco Morales Bermúdez    |
| Óscar Molina Pallochia            | 30 de enero de 1978      | 31 de enero de 1979      | Francisco Morales Bermúdez    |
| Pedro Richter Prada               | 31 de enero de 1979      | 28 de julio de 1980      | Francisco Morales Bermúdez    |
| Rafael Hoyos Rubio                | 5 de diciembre de 1980   | 5 de junio de 1981       | Fernando Belaúnde Terry       |
| Otto Eléspuru                     | 5 de junio de 1981       | 5 de diciembre de 1981   | Fernando Belaúnde Terry       |
| Francisco Miranda Vargas          | 1982                     | 1982                     | Fernando Belaúnde Terry       |
| Carlos Briceño Zevallos           | 1983                     | 1983                     | Fernando Belaúnde Terry       |
| Julián Juliá Freyre               | 1984                     | 1984                     | Fernando Belaúnde Terry       |
| Francisco Maury López             | 16 de octubre de 1984    | 31 de diciembre de 1984  | Fernando Belaúnde Terry       |
| Germán Ruiz Figueroa              | 1985                     | 1985                     | Fernando Belaúnde Terry       |
| Germán Ruiz Figueroa              | 1985                     | 1985                     | Alan García                   |
| Guillermo Monzón Arrunategui      | 1986                     | 1986                     |                               |
| Enrique López-Albújar Trint       | 1 de enero de 1987       | 13 de octubre de 1987    |                               |
| Artemio Palomino Toledo           | 1988                     | 1989                     |                               |
| Jorge Zegarra Delgado             | 1990                     | 1991                     | Alberto Fujimori              |
| Pedro Villanueva Valdivia         | 1 de enero de 1991       | 20 de diciembre de 1991  | Alberto Fujimori              |
| Nicolás de Bari Hermoza Ríos      | 20 de diciembre de 1991  | 20 de agosto de 1998     | Alberto Fujimori              |
| César Saucedo Sánchez             | 22 de agosto de 1998     | 13 de octubre de 1999    | Alberto Fujimori              |
| José Villanueva Ruesta            | 14 de octubre de 1999    | 27 de octubre de 2000    | Alberto Fujimori              |
| Walter Chacón Málaga              | 28 de octubre de 2000    | 26 de noviembre de 2000  | Alberto Fujimori              |
| Carlos Tafur Ganoza               | 27 de noviembre de 2000  | 16 de abril de 2001      | Valentín Paniagua             |
| José Cacho Vargas                 | 17 de abril de 2001      | 15 de agosto del 2001    | Valentín Paniagua             |
| Víctor Bustamante Reátegui        | 15 de agosto del 2001    | 27 de noviembre de 2002  | Alejandro Toledo              |
| Roberto Chiabra León              | 28 de noviembre de 2002  | 16 de diciembre de 2003  | Alejandro Toledo              |
| José Graham Ayllón                | 17 de diciembre de 2003  | 15 de diciembre de 2004  | Alejandro Toledo              |
| Luis Alberto Muñoz Díaz           | 15 de diciembre de 2004  | 5 de diciembre de 2005   | Alejandro Toledo              |
| César Reinoso Díaz                | 5 de diciembre de 2005   | 5 de diciembre de 2006   | Alejandro Toledo              |
| César Reinoso Díaz                | 5 de diciembre de 2005   | 5 de diciembre de 2006   | Alan García                   |
| Edwin Donayre Gotzch              | 5 de diciembre de 2006   | 5 de diciembre de 2008   |                               |
| Otto Guibovich Arteaga            | 5 de diciembre de 2008   | 5 de diciembre de 2010   |                               |
| Paul Da Silva Gamarra             | 5 de diciembre de 2010   | 8 de agosto de 2011      |                               |
| Paul Da Silva Gamarra             | 5 de diciembre de 2010   | 8 de agosto de 2011      | Ollanta Humala                |
| Víctor Ripalda Ganoza             | 8 de agosto de 2011      | 18 de mayo de 2012       |                               |
| Ricardo Moncada Novoa             | 18 de mayo de 2012       | 13 de marzo de 2014      |                               |
| Ronald Emilio Hurtado Jiménez     | 13 de marzo de 2014      | 31 de agosto de 2015     |                               |
| Enrique Vergara Ciapciak          | 1 de septiembre de 2015  | 24 de diciembre de 2015  |                               |
| Luis Humberto Ramos Hume          | 25 de diciembre de 2015  | 20 de diciembre de 2017  |                               |
| César Astudillo Salcedo           | 25 de diciembre de 2017  | 30 de octubre de 2018    | Pedro Pablo Kuczynski         |
| Jorge Celiz Kuong                 | 1 de noviembre de 2018   | 2 de noviembre de 2020   | Martín Vizcarra               |
| Manuel Gómez de la Torre Araníbar | 2 de noviembre de 2020   | 4 de agosto de 2021      | Martín Vizcarra               |
| Manuel Gómez de la Torre Araníbar | 2 de noviembre de 2020   | 4 de agosto de 2021      | Manuel Merino                 |
| Manuel Gómez de la Torre Araníbar | 2 de noviembre de 2020   | 4 de agosto de 2021      | Francisco Sagasti             |
| Manuel Gómez de la Torre Araníbar | 2 de noviembre de 2020   | 4 de agosto de 2021      | Pedro Castillo                |
| José Alberto Vizcarra Álvarez     | 4 de agosto de 2021      | 4 de noviembre de 2021   | Pedro Castillo                |
| Walter Horacio Córdova Alemán     | 4 de noviembre de 2021   | 20 de diciembre de 2022  | Pedro Castillo                |
| David Ojeda Parra                 | 20 de diciembre de 2022  | 26 de diciembre del 2023 | Dina Ercilla Boluarte Zegarra |
| Cesar Briceño Valdivia            | 27 de diciembre del 2023 | En el cargo              | Dina Ercilla Boluarte Zegarra |